# La Aguada
Pour les articles homonymes, voir Aguada.
Le volcan La Aguada encore appelé Cerro la Aguada est un stratovolcan argentin, actuellement considéré comme éteint. D'une altitude de 5 799 mètres, il est situé dans la province de Catamarca. Il fait partie du groupe de volcans argentins constituant la grande région du massif de l'Antofalla, mais constitue un appareil totalement indépendant.
Le volcan est situé à une douzaine de kilomètres au sud de l'Antofalla, et à une dizaine de kilomètres au sud-est du cerro Cajeros. Il domine d'assez près le salar de Antofalla dont il n'est distant que de dix à douze kilomètres.
Tout proche également, à un peu plus de six kilomètres au nord-nord-ouest, on trouve le volcan Botijuela.